# .af
.af este un domeniu de internet de nivel superior, pentru Afganistan (ccTLD).